# Hannu Siitonen
Hannu Siitonen (* 18. März 1949 in Parikkala) ist ein finnischer Leichtathlet, der in den frühen 1970er Jahren als Speerwerfer erfolgreich war. 

## Leben
Er konnte fünfmal in Folge die finnische Landesmeisterschaft gewinnen:
| Jahr      | 1970  | 1971  | 1972  | 1973  | 1974  |
| Weite (m) | 84,06 | 85,42 | 87,66 | 89,52 | 88,28 |

Seinen ersten internationalen Auftritt hatte er bei den Europameisterschaften 1971 in Helsinki, wo er zwei Würfe jenseits der 80-Meter-Linie landete und mit einer Leistung von 83,84 m auf Platz vier kam – 38 Zentimeter hinter dem Bronzemedaillengewinner Wolfgang Hanisch aus der DDR, der nur einen einzigen 80-Meter-Wurf verzeichnete. 
Im darauf folgenden Jahr hatte er bei den Olympischen Spielen 1972 in München noch größeres Pech. Im Finale, das die beiden 90-Meter-Werfer Klaus Wolfermann und Jānis Lūsis unter sich ausmachten, gelang ihm nur ein einziger gültiger Wurf, und der war für die Bronzemedaille, die mit 84,42 m an den US-Amerikaner Bill Schmidt ging, ganze 11 Zentimeter zu kurz. Erneut blieb für Siitonen nur Platz vier.
Im Jahr 1973 beim Finale des Europa Cups in Edinburgh musste Siitonen wiederum Wolfermann (90,68 m) und Lusis (88,48 m) den Vortritt lassen und kam mit 84,08 m auf Platz drei, nachdem er das Semi-Finale in Oslo mit 89,03 m für sich entschieden hatte. 
Ein Jahr später, bei den Europameisterschaften 1974 in Rom, schlug dann Siitonens große Stunde. Von drei gültigen Finalwürfen über 80 Meter wurde der weiteste mit 89,58 m gemessen. Damit gewann er überlegen die Goldmedaille vor Wolfgang Hanisch, der mit 85,46 m mehr als vier Meter Rückstand hatte. Mit seiner zweitbesten Weite von 84,72 m hätte Siitonen noch Silber gewonnen, da der Drittplatzierte, der Norweger Terje Thorslund, auf 83,68 m kam. 
In seinem letzten aktiven Jahr sollte Siitonen bei den Olympischen Spielen 1976 schließlich auch noch zu olympischen Ehren kommen. Gegen den überragenden Ungarn Miklos Nemeth, der mit 94,58 m einen neuen Weltrekord aufstellte, kam er zwar nicht an, besiegte mit 87,92 m jedoch den Rumänen Gheorghe Megelea, der immerhin 87,16 m warf. Wie schon in Rom wäre Siitonen auch mit seinem zweitbesten Wurf (86,58 m) noch in die Medaillenränge gekommen. 
Seine persönliche Bestleistung von 93,90 m erzielte Siitonen im Jahr 1973.